# Щерба, Сергей Петрович
Серге́й Петро́вич Ще́рба (22 сентября 1938, с. Клинок, Выгоничский район, Орловская область — 13 октября 2023) — советский и российский учёный-правовед, специалист в области уголовного процесса, криминалистики и юридической психологии.
Доктор юридических наук, профессор. Заслуженный деятель науки РФ. Заслуженный работник МВД. Почетный работник прокуратуры РФ. Член Международной Ассоциации уголовного права, Международной Ассоциации прокуроров (МАП). Член Экспертного совета ВАК РФ, Экспертного совета МВД России по вопросам нормотворческой работы, двух диссертационных советов.

## Биография
В 1964 году окончил с отличием Саратовский юридический институт им. Д. И. Курского. С 1965 по 1976 г. — старший следователь прокуратуры г. Кишинёва, прокурор отдела Прокуратуры Молдавской ССР. С 1976 по 1998 г. — на научной работе во ВНИИ МВД России, где прошёл путь от старшего научного сотрудника до начальника Научно-исследовательской лаборатории проблем уголовного законодательства и расследования преступлений.
С 1998 года г. — заведующий отделом сравнительного правоведения Института проблем укрепления законности и правопорядка при Генеральной прокуратуре РФ. С мая 2007 г. заведующий отделом проблем правового регулирования международного сотрудничества органов и учреждений прокуратуры, зарубежного опыта обеспечения законности и правопорядка НИИ Академии Генеральной прокуратуры РФ.
Участвовал в разработке проектов Уголовного и Уголовно-процессуального кодексов РФ, Модельного УПК для СНГ, Конвенции о правовой помощи и правовых отношениях по гражданским, семейным и уголовным делам (1993, 2002); Протокола к Минской конвенции (1997); Соглашений государств — участников СНГ о пресечении правонарушений в области интеллектуальной собственности (1998), о защите участников уголовного процесса (2002); Договора государств — участников СНГ о борьбе с терроризмом (1998) и других международных актов, а также федеральных законов.

## Научная деятельность
Создатель научной школы по изучению правовых и гуманитарных проблем охраны прав и законных интересов участников процесса, страдающих физическими или психическими недостатками. Подготовил двадцать кандидатов и четырёх докторов юридических наук, которые ныне работают в юридических учреждениях России, Белоруссии, Украины, Казахстана и Молдовы.
Автор более 200 научных работ, в том числе 30 монографий, учебников, научно-практических комментариев, руководств и методических пособий, созданных единолично или в соавторстве.

### Избранные труды
- Расследование и судебное разбирательство по делам лиц, страдающих физическими или психическими недостатками. — 1975.
- Исполнение наказания в виде лишения свободы в отношении инвалидов. — 1982.
- Расследование убийств, совершенных несовершеннолетними. — 1982.
- Социально-негативные явления в ВТК и борьба с ними. — 1985.
- Рассмотрение органами дознания заявлений и сообщений о преступлениях. — 1987.
- Участие переводчика на предварительном следствии и дознании. — 1993.
- Осмотр места происшествия по делам о кражах из культовых зданий. — 1995.
- Охрана прав потерпевших и свидетелей по уголовным делам. — 1996.
- Деятельное раскаяние в совершенном преступлении. — 1997.
- Применение на предварительном следствии Федерального закона о содержании под стражей подозреваемых и обвиняемых. — 1997 (в том числе отв. ред.)
- Уголовно-правовая охрана предметов и документов, имеющих историческую, научную, художественную или культурную ценность. — 2000 (в том числе отв. ред.).
- Охрана прав беспомощных по уголовным делам. — 2001, 2002.
- Влияние миграционных процессов на состояние преступности в государствах — участниках СНГ. — М., 2001 (научн. ред. и главы)
- Расследование фальшивомонетничества. — 2002.
- Преступления, посягающие на культурные ценности России: квалификация и расследование. — 2002.
- Домашняя юридическая энциклопедия «Защити себя сам». — 1997 (9 глав).
- Руководство для следователей. Расследование преступлений. — 1997 (1 глава).
- Руководство для следователей. Расследование преступлений в сфере экономики. — 1999 (2 главы).
- Учебник уголовного процесса. — 1998, 2000, 2001, 2002 (5 глав).
- Комментарий к УПК РСФСР и УПК РФ. — 1999, 2000, 2002, 2003 (10 глав).
- Руководство для следователей. Квалификация и расследование тяжких и особо тяжких преступлений. — 2000 (научн. ред. и авт. 2-х глав).
- Учебник криминалистики. — 2002 (1 глава).